# Müggelberge
Müggelberge (Müggelbergen) är en höjdrygg i den östra utkanten av staden Berlin i Tyskland, belägen i stadsdelen Köpenick. Den domineras av de två topparna Kleiner Müggelberg (88,3 meter över havet), där utsiktstornet Müggelturm står, och Grosser Müggelberg (114,7 m ö.h.), som är Berlins högsta naturliga berg och tredje högsta höjd efter Arkenberges deponi och Teufelsberg.

## Grosser Müggelberg
Grosser Müggelberg  (tysk stavning: Großer Müggelberg) var ursprungligen avsett som plats för Berlins TV-torn och var Östberlins högsta plats. TV-tornet hade redan påbörjats 1954 när man 1955 avbröt bygget för att inte placera tornet rakt i inflygningen till Berlin-Schönefelds flygplats. Istället kom den fullbordade 31 meter höga delen av tornet att användas som avlyssningsanläggning av Stasi. Sedan Tysklands återförening används tornet av Deutsche Telekom för riktad radiokommunikation. På berget finns även en 64 meter hög radiomast.

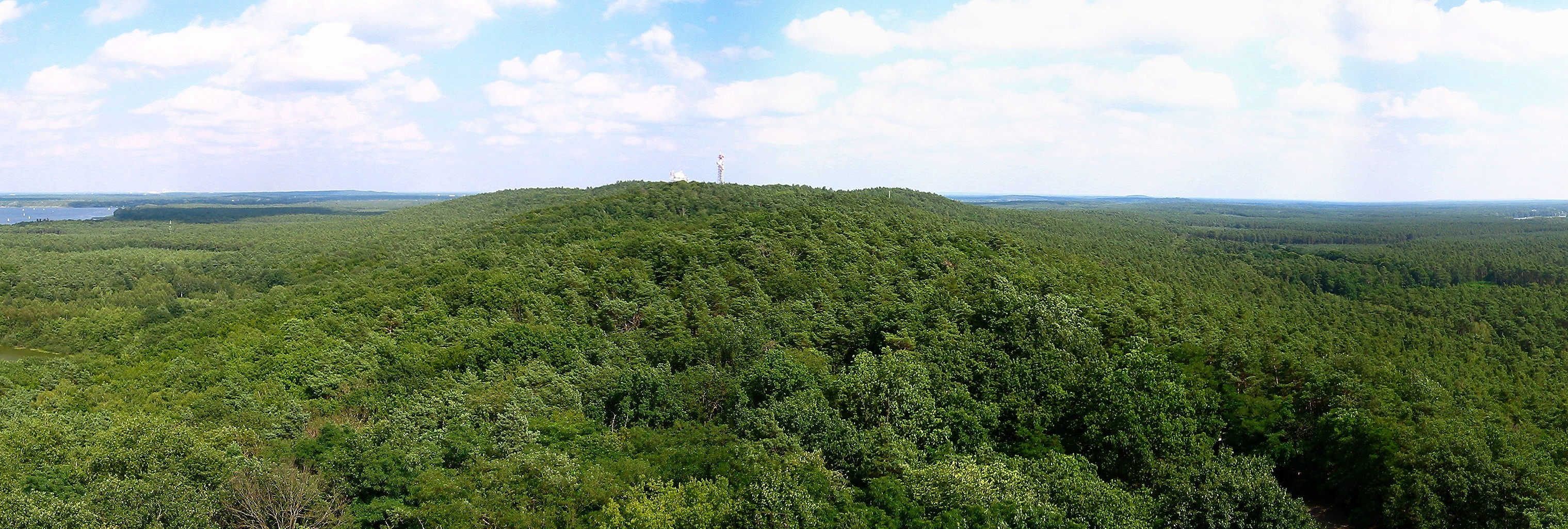
Utsikt österut mot Grosser Müggelberg från Müggelturm

## Kleiner Müggelberg

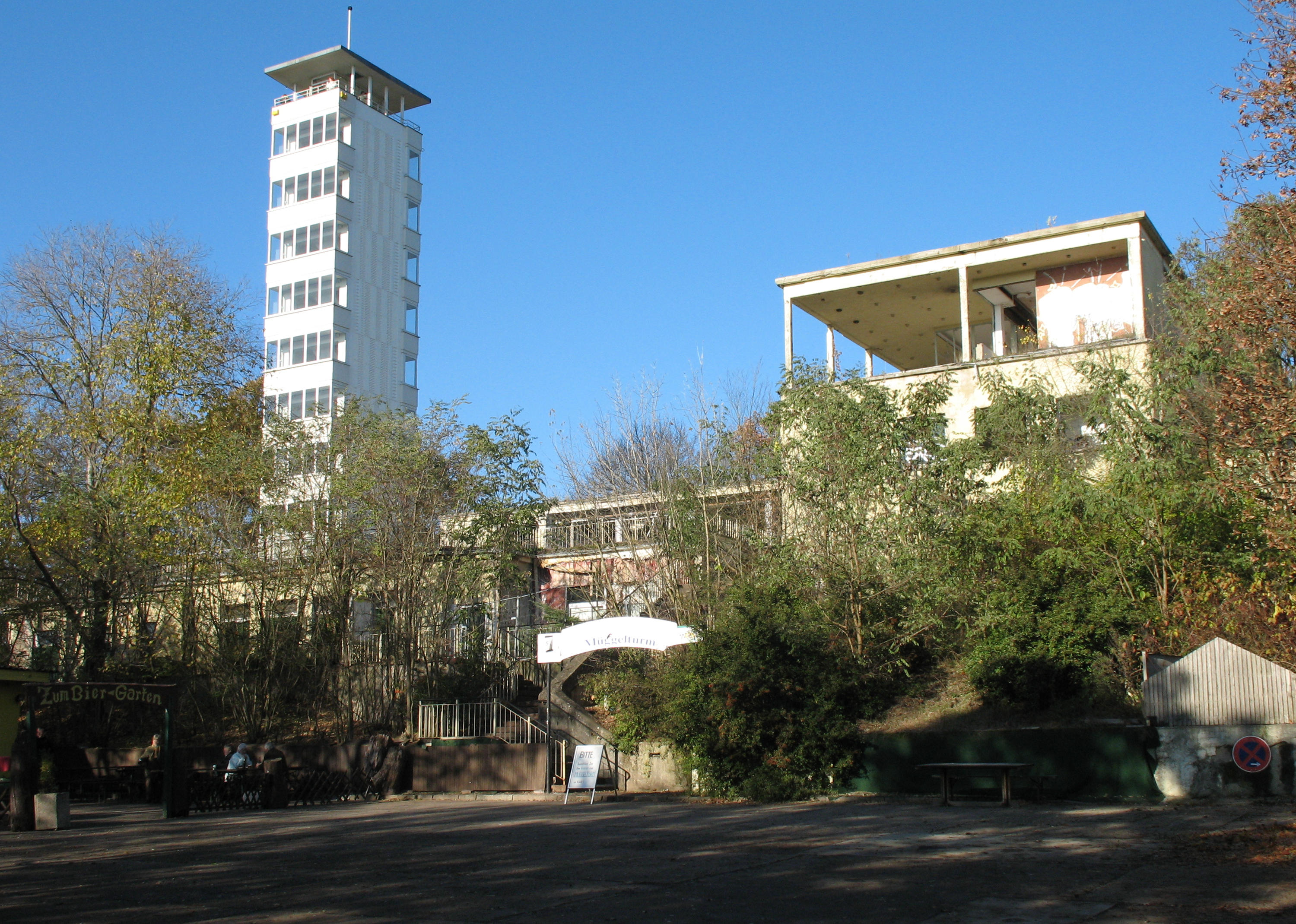
Müggelturm, på toppen av Kleiner Müggelberg.

På Kleiner Müggelberg finns ett utsiktstorn, Müggelturm, uppfört 1961 under DDR-epoken. Tornet är öppet dagtid för turister under sommarsäsongen. I anslutning till tornet finns en numera övergiven restaurangbyggnad. Tornet är det tredje på platsen och ersatte ett utsiktstorn i trä som stod på platsen 1890-1957.